# Сан Ђакомо дељи Скјавони
Сан Ђакомо дељи Скјавони (итал. San Giacomo degli Schiavoni) је насеље у Италији у округу Кампобасо, региону Молизе.
Према процени из 2011. у насељу је живело 944 становника. Насеље се налази на надморској висини од 178 м.

## Становништво
| 1931. | 1936. | 1951. | 1961. | 1971. | 1981. | 1991. | 2001. | 2011. |
| ----- | ----- | ----- | ----- | ----- | ----- | ----- | ----- | ----- |
| 1.036 | 1.181 | 1.257 | 1.061 | 866   | 849   | 897   | 1.111 | 1.410 |